# 厳格審査
厳格審査（げんかくしんさ、英語: strict scrutiny、exacting scrutiny）は、国家が表現規制を行う際には、それが「やむにやまれぬ政府の利益」を目的としたもので、その手段が、目的の達成のために「必須」または「狭い範囲」のものであることを国家の側が証明しなければならないという法理。アメリカ合衆国連邦最高裁判所においては、表現の自由の問題を審理する際には厳格審査が用いられており、その下で合衆国憲法修正第1条に基づく違憲判決が出されている。